# 田中裕
田中 裕（たなか ゆたか、1918年3月28日-2017年1月19日）は、日本の国文学者。文学博士（大阪大学・論文博士・1962年）（学位論文「中世文学論的研究」）。大阪大学名誉教授。中世文学が専門。

## 来歴・人物
福岡県甘木市出身。第三高等学校を経て1942年1月京都帝国大学文学部を繰上げ卒業。のち京都一中学校(現京都府立洛北高等学校・附属中学校）教諭、甲南高等学校（旧制）教授、1950年大阪大学文学部助教授、1962年「中世文学論的研究」で大阪大学より文学博士の学位を取得。1964年教授。1981年定年退官、名誉教授、南山大学教授、梅花女子大学教授。1989年退職。

## 著書
- 『中世文学論研究』塙書房 1969
- 『後鳥羽院と定家研究』和泉書院 1995
- 『水郷春望 新古今私抄』和泉書院 和泉選書 1996
- 『遠聞郭公 中世和歌私注』和泉書院 和泉選書 2003
- 『新古今;秀歌250首』選釈・著 画文堂 新々書ワイド判 2005

### 校注・編・監修
- 『最新世界人名事典』監修 文進堂 1966
- 『世阿弥芸術論集』校注 新潮日本古典集成 1976
- 二条良基『筑波問答』寺島樵一共編 和泉書院影印叢刊 1979
- 『正徹物語』編 和泉書院影印叢刊 1982
- 『新日本古典文学大系 11 新古今和歌集』赤瀬信吾共校注 岩波書店 1992

### 記念論文集
- 『語文叢誌 田中裕先生御退職記念論集』田中裕先生の御退職を記念する会 1981